# Gare de Stafford
La gare de Stafford est une gare ferroviaire qui dessert la ville de Stafford, en Angleterre. Elle est un point d'arrêt important de la West Coast Main Line.

## Histoire
La gare ouvrit en 1837 et fut reconstruite trois fois. Le bâtiment actuel date de 1962.